# Commelina subscabrifolia
Commelina subscabrifolia är en himmelsblomsväxtart som beskrevs av De Wild. Commelina subscabrifolia ingår i släktet himmelsblommor, och familjen himmelsblomsväxter. Inga underarter finns listade.